# Grevel
Grevel (niederdeutsch: Griëwel) ist ein dorfähnlicher Stadtteil im Dortmunder Nordosten und gehört zum Stadtbezirk Scharnhorst.

## Geschichte
Grevel wurde erstmals im Jahre 1193 mit curtes Marsuelde et Greuele et Wande urkundlich erwähnt. In den Jahren 1197 bis 1305 wird der Ort urkundlich Griuele, Greuilo, Greuele oder Grevele genannt. 1281 bis 1313 wurde ein Theodericus miles dictus Vridach curtim in Grevele mit dem Ort belehnt sowie weitere  Mitglieder der Adelsfamilie von Frydag mit Grevel von 1317 bis 1400 belehnt. 1380 wird ein Thilemannus de Grevele im Dortmunder Urkundenbuch genannt. Im Jahr 1398 ein Johannes Grivel im Volmarsteiner Lehnsregister geführt.
Grevel gehörte im Spätmittelalter und der Frühen Neuzeit in eigener Bauerschaft (Grevelkuylre) im Kirchspiel Kurl und Amt Unna (historisch) zur Grafschaft Mark. Laut dem Schatzbuch der Grafschaft Mark von 1486 hatten in der Bauerschaft 22 Steuerpflichtige Hofbesitzer zwischen 1 oirt und 6 Goldgulden an Abgabe zu leisten. Im Jahr 1705 waren in der Baurschafft Grevel 18 Steuerpflichtige mit Abgaben an die Rentei Unna im Kataster verzeichnet.
Die Deutung des Ortsnamens bleibt unklar. Es ist mit einer Motivation durch eine Gegebenheit des Geländes, etwa einen Graben oder eine Grube, zu rechnen, die möglicherweise nicht mehr existiert.
Im 19. Jahrhundert war Grevel eine Landgemeinde im Landkreis Dortmund und Amt Brackel. 1885 hatte die Gemeinde (plus 4 Wohnplätze) eine Fläche von 4,33 km², davon 241 ha Ackerland, 19 ha Wiesen und 76 ha Holzungen. Es gab 53 Wohngebäude mit 67 Haushaltungen und 378 Einwohner.
Grevel wurde am 1. April 1928 nach Dortmund eingemeindet.
Der heutige Stadtteil Grevel ist dünn besiedelt und besitzt mit seiner Vielzahl an Bauernhöfen einen ländlichen Charakter. Zu den Sehenswürdigkeiten des kleinen Ortes zählen der Wasserturm Lanstroper Ei und der Luftschacht Rote Fuhr im Rahmen der Route der Industriekultur sowie die Alte Mühle. Zu Grevel gehört auch der Hienberg, der sich an die Deponie Nord-Ost anschließt.
Die südlich anschließende Großsiedlung Scharnhorst-Ost entstand ab 1965 auf einem Areal, das bei Baubeginn noch zum Stadtteil Grevel gehörte, dann aber dem 1931 gebildeten Stadtteil Scharnhorst (Alt-Scharnhorst) zugeschlagen wurde. Grevel verlor durch die Großsiedlung zwar fast die Hälfte seiner Fläche, behielt durch die Abtretung jedoch seine ländliche Prägung.
Im Gegensatz zu den meisten Dortmunder Stadtteilen stehen in Grevel noch eine hohe Anzahl an sehenswerten Fachwerkhäusern, und der Ort hat besonders an der Greveler Straße und dem Werzenkamp seinen dörflichen Charakter erhalten.

## Bevölkerung
Sozialstruktur der Greveler Bevölkerung:
- Bevölkerungsdichte: 76 Einwohner pro Hektar Siedlungsfläche.
- Minderjährigenquote: 17,7 %, leicht unterhalb des Dortmunder Durchschnittes.
- Altenquote: 31,9 %, leicht oberhalb des Dortmunder Durchschnittes.
- Ausländeranteil: 1,1 %, einer der niedrigsten Dortmunder Werte.
- Arbeitslosenquote: 7,4 %, deutlich unterhalb des Dortmunder Durchschnittes.

Das durchschnittliche Einkommen liegt etwa 20 % oberhalb des Dortmunder Durchschnittes.
| Jahr      | 2003 | 2008 | 2009 | 2013 |
| --------- | ---- | ---- | ---- | ---- |
| Einwohner | 632  | 633  | 632  | 633  |

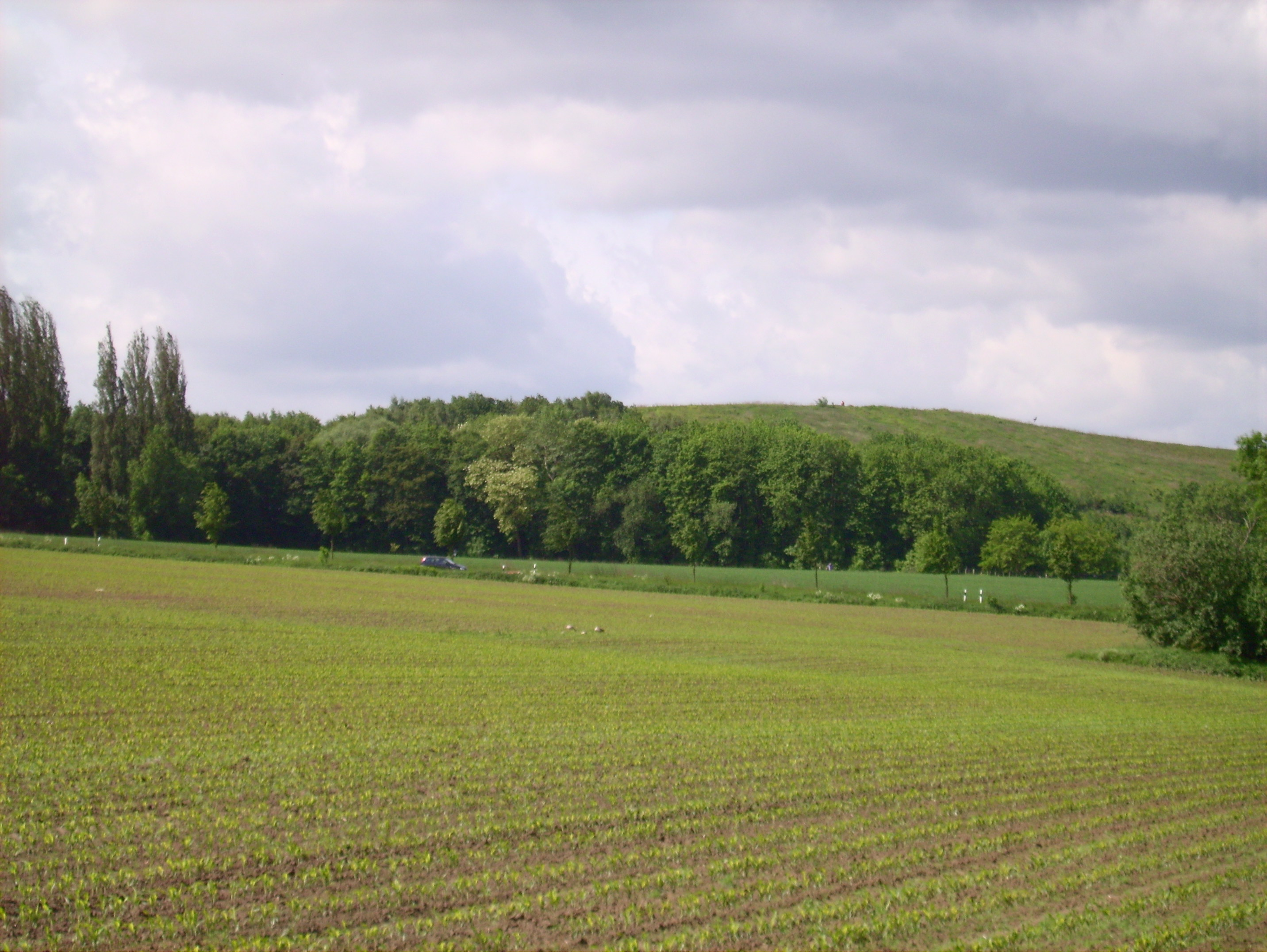
Der Hienberg von Lanstrop aus gesehen
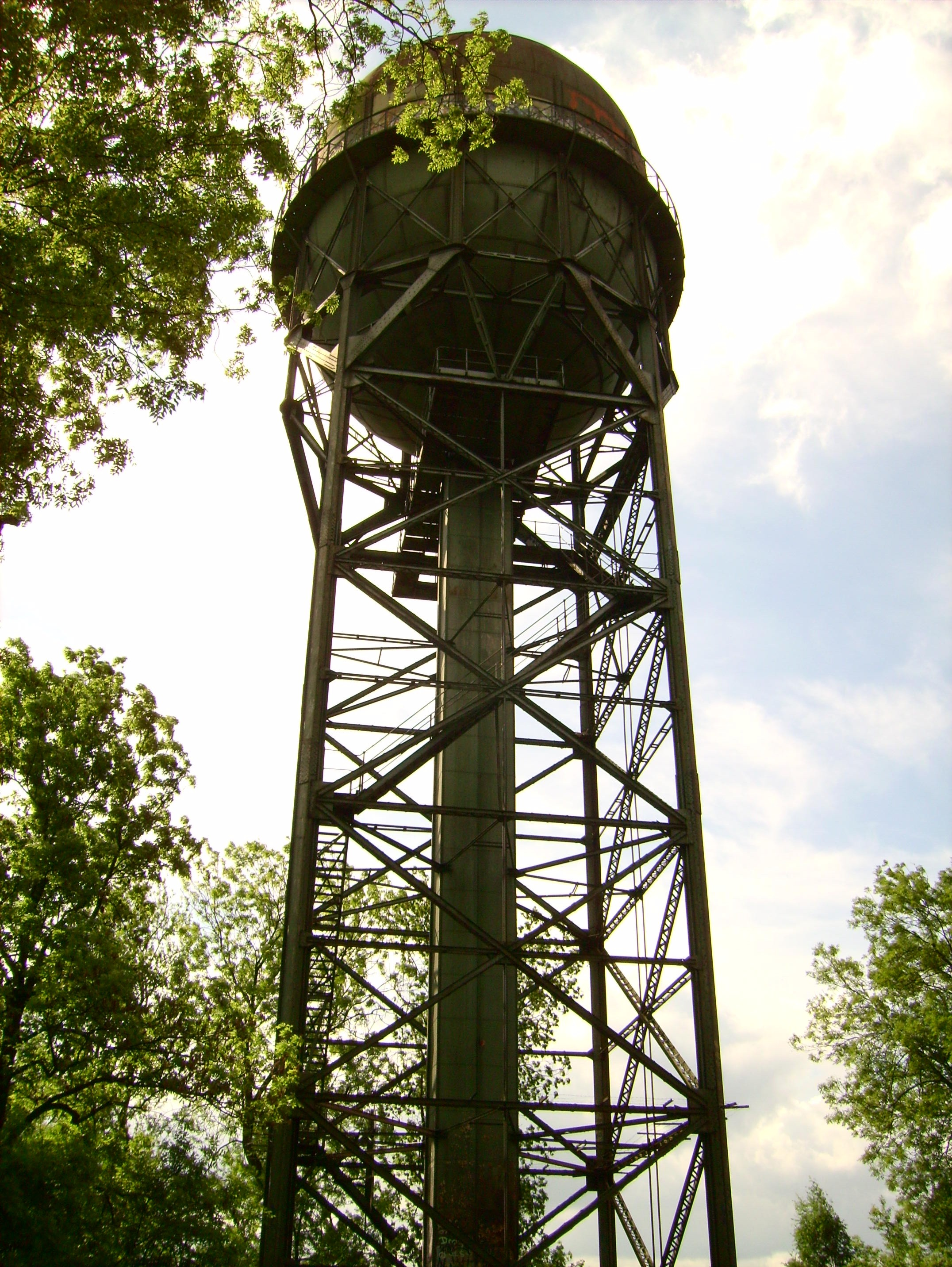
Der Wasserturm Lanstroper Ei
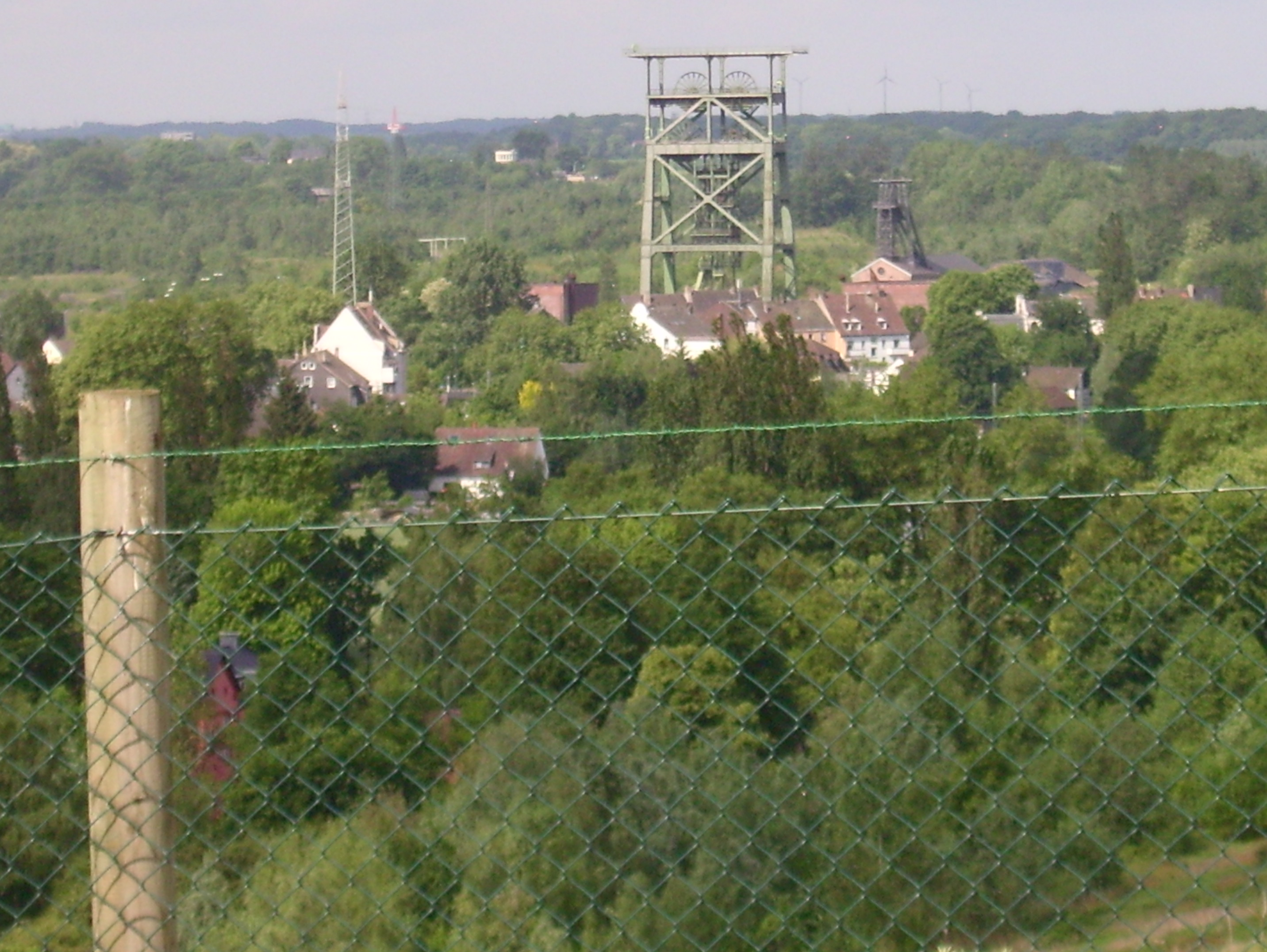
Blick vom Hienberg auf Derne und die Zeche Gneisenau
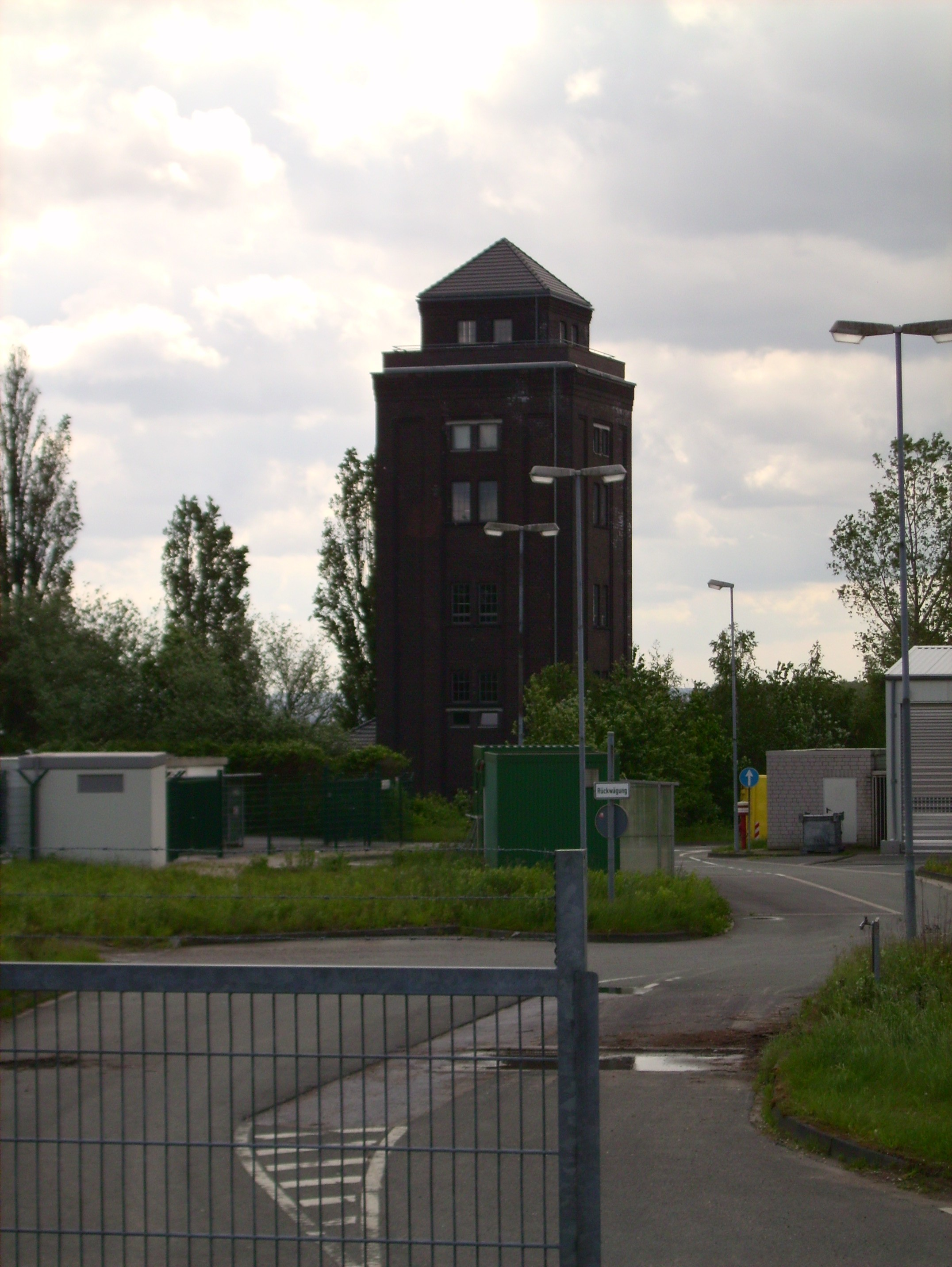
Der Luftschacht Rote Fuhr
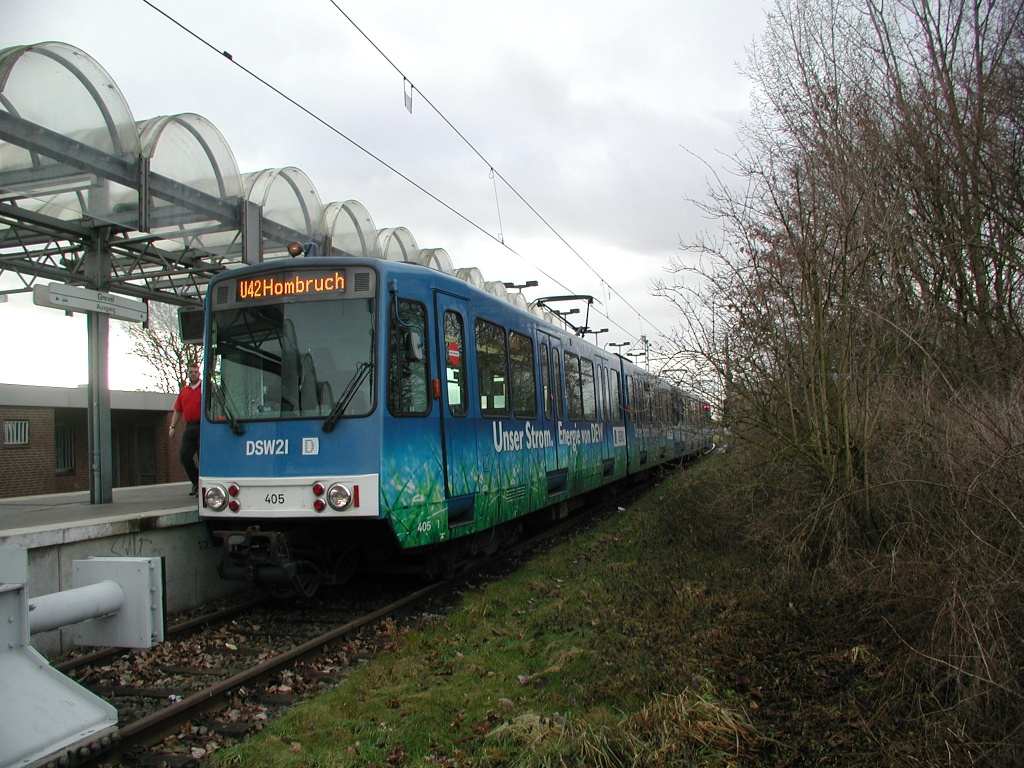
Stadtbahn an der Endstation Grevel

## Verkehr
Grevel ist der nördliche Endpunkt der Linie U42 der Stadtbahn Dortmund. Sie verbindet Grevel alle zehn Minuten mit Scharnhorst, Kirchderne, Eving, Innenstadt und den südlichen Stadtteilen Barop und Hombruch. Am U-Bahnhof Grevel besteht ein Übergang zur Buslinie 423 nach Lanstrop. Es ist auch geplant, die U42 nach Lanstrop zu verlängern, um diesen Ort besser an die Innenstadt anzubinden. Dies soll aber erst langfristig umgesetzt werden.
| Linie | Verlauf | Takt   |
| ----- | --- | ------ |
| U 42  | DO-Grevel – Droote – Scharnhorst Zentrum – Flughafenstraße – Gleiwitzstraße – Kirchderne – Franz-Zimmer-Siedlung – Schulte Rödding – Bauernkamp – An den Teichen – Burgholz – Eisenstraße – Glückaufstraße – U Brunnenstraße – U Brügmannplatz – U Reinoldikirche – U Stadtgarten – U Städtische Kliniken – U DO-Möllerbrücke – U Kreuzstraße – Theodor-Fliedner-Heim – An der Palmweide – Am Beilstück – Barop Parkhaus – Eierkampstraße – Harkortstraße – Hombruch Hallenbad – Dortmund, Grotenbachstraße Diese Linie verkehrt auf der Stammstrecke II | 10 min |

Über die Anschlussstelle „Dortmund-Lanstrop“ ist Grevel an die Bundesautobahn 2 und damit an das Fernstraßennetz angeschlossen, allerdings nur in Richtung Hannover.